# Лопатница
Лопатница је насељено место града Краљева у Рашком округу. Према попису из 2022. било је 163 становника.
Овде се налазе Бања Лопатница и Запис липа код школе (Лопатница).

## Демографија
У насељу Лопатница живи 260 пунолетних становника, а просечна старост становништва износи 48,7 година (47,6 код мушкараца и 49,9 код жена). У насељу има 120 домаћинстава, а просечан број чланова по домаћинству је 2,53.
Ово насеље је великим делом насељено Србима (према попису из 2002. године), а у последња три пописа, примећен је пад у броју становника.
|  |

| Демографија | Демографија | Демографија |
| Година      | Становника  | Становника  |
| ----------- | ----------- | ----------- |
| 1948.       | 635         |             |
| 1953.       | 652         |             |
| 1961.       | 652         |             |
| 1971.       | 539         |             |
| 1981.       | 478         |             |
| 1991.       | 372         | 362         |
| 2002.       | 303         | 320         |

| Етнички састав према попису из 2002.‍ | Етнички састав према попису из 2002.‍ | Етнички састав према попису из 2002.‍ | Етнички састав према попису из 2002.‍ | Етнички састав према попису из 2002.‍ |
| ------------------------------------ | ------------------------------------ | ------------------------------------ | ------------------------------------ | ------------------------------------ |
|                                      |                                      |                                      |                                      |                                      |
| Срби                                 | Срби                                 |                                      | 294                                  | 97,02%                               |
| Црногорци                            | Црногорци                            |                                      | 4                                    | 1,32%                                |
| Руси                                 | Руси                                 |                                      | 1                                    | 0,33%                                |
| Мађари                               | Мађари                               |                                      | 1                                    | 0,33%                                |
| непознато                            | непознато                            |                                      | 3                                    | 0,99%                                |

| Година пописа     | 1948. | 1953. | 1961. | 1971. | 1981. | 1991. | 2002. |
| ----------------- | ----- | ----- | ----- | ----- | ----- | ----- | ----- |
| Број домаћинстава | 124   | 130   | 146   | 147   | 151   | 140   | 120   |

| Број чланова      | 1  | 2  | 3  | 4  | 5 | 6 | 7 | 8 | 9 | 10 и више | Просек |
| ----------------- | -- | -- | -- | -- | - | - | - | - | - | --------- | ------ |
| Број домаћинстава | 32 | 47 | 14 | 13 | 7 | 4 | 0 | 3 | 0 | 0         | 2,53   |

| Пол    | Укупно | Неожењен/Неудата | Ожењен/Удата | Удовац/Удовица | Разведен/Разведена | Непознато |
| ------ | ------ | ---------------- | ------------ | -------------- | ------------------ | --------- |
| Мушки  | 141    | 39               | 83           | 13             | 6                  | 0         |
| Женски | 128    | 12               | 84           | 32             | 0                  | 0         |
| УКУПНО | 269    | 51               | 167          | 45             | 6                  | 0         |

| Пол    | Укупно                    | Пољопривреда, лов и шумарство | Рибарство                            | Вађење руде и камена | Прерађивачка индустрија       |
| ------ | ------------------------- | ----------------------------- | ------------------------------------ | -------------------- | ----------------------------- |
| Мушки  | 41                        | 12                            | 0                                    | 0                    | 23                            |
| Женски | 16                        | 9                             | 0                                    | 0                    | 4                             |
| УКУПНО | 57                        | 21                            | 0                                    | 0                    | 27                            |
| Пол    | Производња и снабдевање   | Грађевинарство                | Трговина                             | Хотели и ресторани   | Саобраћај, складиштење и везе |
| Мушки  | 0                         | 1                             | 1                                    | 0                    | 0                             |
| Женски | 0                         | 0                             | 1                                    | 0                    | 0                             |
| УКУПНО | 0                         | 1                             | 2                                    | 0                    | 0                             |
| Пол    | Финансијско посредовање   | Некретнине                    | Државна управа и одбрана             | Образовање           | Здравствени и социјални рад   |
| Мушки  | 0                         | 0                             | 1                                    | 2                    | 1                             |
| Женски | 0                         | 0                             | 0                                    | 2                    | 0                             |
| УКУПНО | 0                         | 0                             | 1                                    | 4                    | 1                             |
| Пол    | Остале услужне активности | Приватна домаћинства          | Екстериторијалне организације и тела | Непознато            | Непознато                     |
| Мушки  | 0                         | 0                             | 0                                    | 0                    | 0                             |
| Женски | 0                         | 0                             | 0                                    | 0                    | 0                             |
| УКУПНО | 0                         | 0                             | 0                                    | 0                    | 0                             |